# Европа 2020
Една от водещите стратегии на Европейската комисия, насочена именно към растежа и развитието на европейска икономика|европейската икономика е стратегията „Европа 2020“. Тази цел ще бъде постигната чрез устойчив растеж на бюджетът на ЕС посредством седем водещи инициативи, обхващащи ключови области.

## Водещи инициативи
- Устойчив растеж (конкурентоспособност за растеж и заетост; сближаване на растеж и заетост).
- Опазване и управление на природните ресурси
- Укрепване на ЕС като пространство на свобода, сигурност и правосъдие
- ЕС-фактор от световно значение
- Администрация
- Механизъм за свързване на Европа
- Бюджетът на ЕС във вашата държава.

Тези инициативи са насочени към нуждите и благото на европейските граждани. Влагането на средства в тези области е от изключително значение. Именно и това е причината Европейският съюз да финансира проекти в широк диапазон – от изкуството, до научните изследвания, икономиката и други.